# ブリキの太鼓
『ブリキの太鼓』（ブリキのたいこ、Die Blechtrommel）は、ドイツの作家ギュンター・グラスが1959年に発表した処女作であり長篇小説である。『猫と鼠』（1961年）、『犬の年』（1963年）と続く、いわゆる「ダンツィヒ三部作」の最初を飾る作品であり、第二次世界大戦後のドイツ文学における最も重要な作品の一つに数えられる。1979年にフォルカー・シュレンドルフによって映画化された。

## あらすじ
1954年、精神病院の住人である30歳のオスカル・マツェラートが看護人相手に自らの半生を語るという形で物語は進行していく。体は幼児で、精神年齢は成人のオスカルは、冷めた視点で世の中を見つめ、その悪魔的所業で、自分を愛してくれている周囲の人間を次々に死に追いやる良心を持たない人間として描写されているが、最終的に自分を保護してくれる人間がいなくなったことに気が付き愕然とすることになる。
オスカルは誕生時に既に知能は成人並みに発達をとげ、かつ自分の成長を自身の意思でコントロールする能力を備えていた。物語は1899年のジャガイモ畑における祖母の妊娠に始まり、1924年のオスカル誕生に至る。オスカルは自分が成長することを恐れていたが、父親であるアルフレートが彼が3歳になった時、ブリキの太鼓を買い与えるとの言葉を聞き、3歳までは成長することにした。3歳の時、父親が地下室に降りる床の扉を閉め忘れたことを勿怪の幸いに、故意に地下に転落し、大人たちにそれが原因で成長が止まったと信じ込ませることにした。オスカルの母親であるアグネスは何かというとこのことで夫であるアルフレートの不注意を責め、それにより夫婦間に亀裂が生じるようになる。オスカルは声帯から発する超音波でガラスを破壊する能力を身につけ、様々な問題を起こしていく。息子の奇行に悩み、その将来を慮ったアグネスは、精神を病み過食症となり、自ら命を絶つ。
局外者であるオスカルの眼を通し、ナチ党政権前後におけるダンツィヒ自由市の小市民的心性、戦前・戦中・戦後の遍歴などを描く。

## 書誌情報
- 原典：Die Blechtrommel, Neuwied: Luchterhand, 1959.
- 英語訳：The Tin Drum, translated by Ralph Manheim, London: Secker & Warburg, 1962.
- 日本語訳：『ブリキの太鼓』高本研一訳、シリーズ「現代の世界文学」、集英社、1972年　のち文庫
  - 池内紀訳 「世界文学全集」、河出書房新社、2010年

## 映画
1979年度カンヌ国際映画祭パルム・ドール賞、アカデミー外国語映画賞を受賞している。

### 登場人物
オスカル・マツェラート
3歳で成長を止めた少年。叫び声でガラスを割ることができる。
アルフレート・マツェラート
オスカルの父親。ドイツ人でナチス党員。食料雑貨店を経営。元料理人。ナチズムに共感し、同党に入党するがドイツの敗色が明らかになると室内に掲げたヒトラーの肖像画をベートーヴェンのそれに掛け代えるなど日和見的。妻を愛し彼女がヤンの子を宿したことを知ったときもそれを受け入れる度量の広さがある。ソ連兵が家に侵入してきたときにオスカルが不意に取り出したナチ党のバッジを飲み込むことで隠そうとしたが、喉につかえてもがき苦しむ中、状況を理解できないソ連兵の短機関銃で撃ち殺される。
アグネス・マツェラート
オスカルの母親。オスカルには愛情を注ぐが、ヤンとの情事をやめることが出来ず彼の子を身ごもる。このほか横恋慕してくるマルクスを適当にあしらいつつ、プレゼントは受け取り、ヤンとの密会のときオスカルを彼に預けるなど要領の良さもある。オスカルの子育てに悩み、2人目の子を妊娠すると精神のバランスを崩して自ら命を絶つ。
クルト・マツェラート - クレジットなし
アルフレートの二男、オスカルは自分の子と信じている。
マリア・マツェラート
アルフレートの店に住み込みで働くようになった少女。
オスカルと同い年で初恋の相手。後にアルフレートとの情事の際オスカルに膣外射精を邪魔され、その結果息子クルトを宿し、世間体を繕うために親子ほど歳の離れたアルフレートの後妻となる。
ヤン・ブロンスキ
アグネスのいとこで恋人（愛人）、オスカルの実父である可能性がある。ポーランド人専用郵便局に勤め、ドイツとポーランドの戦争が勃発した時にポーランド郵便局でドイツ民兵との撃ち合いが起こったが、小心なヤンは戦いに加わることは出来ずトランプに興じ恐怖を紛らわす。しかし、さまよい出るオスカルを追ううちに、戦闘地帯に足を踏み入れてしまい、成り行き上自らもポーランド側で戦闘に参加させられる。その後降伏したポーランド勢とともに、ドイツ民兵によって銃殺される。
アンナ・コリャイチェク - ティーナ・エンゲル、ベルタ・ドレーフス
アグネスの母親。カシュバイ人。旧姓ブロンスキ（ブロンスカ）。野外でたき火に当たっているとき警官に追われているヨーゼフをスカートの中にかくまうが、このとき種をしこまれアグネスを生む。
ヨーゼフ・コリャイチェク
アグネスの父親。放火の常習犯。
アンナと1年ほど暮らした後に再び警察に追われ、川に飛び込んで行方不明になる。
ジギスムント・マルクス
ユダヤ人の玩具店オーナー。書名のモチーフとなったオスカルの太鼓は同店より入手。独身で風采が上がらないが人妻であるアグネスに横恋慕し、駆け落ち話を持ちかけるが適当にあしらわれている。ユダヤ人ゆえにコミュニティから排除され、水晶の夜の事件のあと服毒自殺する。
グレフ - ハインツ・ベネット
八百屋店主、ボーイスカウト隊長、ナチス党員。
リナ・グレフ - アンデレ・フェレオル
グレフの妻、怠惰な女。
トランペット吹きのマイロ - オットー・ザンダー
ユダヤ人を差別する小市民。常に愛用のトランペットを携帯。
ヴィンゼンツ小父 - タダウズ・クナイコフスキー
ベブラ団長

### キャスト
| 役名                       | 俳優                       | 日本語吹替 |
| 役名                       | 俳優                       | テレビ朝日版 |
| -------------------------- | -------------------------- | --- |
| オスカル・マツェラート     | ダーフィト・ベンネント     | 村上雅俊 |
| アルフレート・マツェラート | マリオ・アドルフ           | 阪脩 |
| アグネス・マツェラート     | アンゲラ・ヴィンクラー     | 田島令子 |
| ヤン・ブロンスキ           | ダニエル・オルブリフスキー | 安原義人 |
| マリア・マツェラート       | カタリナ・タルバッハ       | 小山茉美 |
| ベブラ団長                 | フリッツ・ハックル         | 田の中勇 |
| ジギスムント・マルクス     | シャルル・アズナヴール     | 矢田稔 |
| 不明 その他                |                            | 相生千恵子 中島喜美栄 高村章子 達依久子 前沢迪雄 峰恵研 池田勝 石井敏郎 吉田理保子 宮崎恵子 仲木隆司 千田光男 伊井篤史 増岡弘 広瀬正志 塩沢兼人 小滝進 北村弘一 秋山るな 清水信一 劇団ひまわり |
|                            |                            | |
| 演出                       | 演出                       | 福永莞爾 |
| 翻訳                       | 翻訳                       | 宇津木道子 |
| 効果                       | 効果                       | 河合直 南部満治 大橋勝次 |
| 調整                       | 調整                       | 遠西勝三 |
| 制作                       | 制作                       | ニュージャパンフィルム |
| 解説                       | 解説                       | アンリ菅野 |
| 初回放送                   | 初回放送                   | 1984年6月2日・9日 『ウィークエンドシアター』 |

※日本語吹替はコレクターズ版Blu-rayに収録。

### 原作との違い
戦争が終わり、成長を決意したオスカルが家族とともに西ドイツに移住する場面で映画は終わっている。原作ではオスカルが精神病院にいる終戦後の1954年の場面がない。

### 児童ポルノ論争

#### 問題シーン
本作品は原作を忠実に再現したために非常に濃厚な性的描写が存在し、公開後まもなく各国で物議を巻き起こした。しかしながら問題とされる場面や判断はそれぞれの法体系や文化により異なる。
ベンネントは成長の止まった16歳を演じているが、彼は当時まだ12歳（1966年9月生まれのため映画公開時は13歳）であった。その彼がカタリナ・タールバッハ演じる16歳の少女（このとき実際には24歳であったが）の臍に自らの唾液で発泡させた粉末状のシャーベットの素を垂らして舐め、その場面の後、彼女にオーラルセックスをし、性交をしたと思われるシーンがあった。オスカルはこの他、食料品店主でボーイスカウトの隊長グレフの妻リナや、ベブラの慰問楽団の歌姫ロスヴィータとも性的関係を結んでいるが、作品中、直接的な描写はない。
同作品には他に濃厚な性的描写が存在する。例えばアグネスがヤンとラブホテルで密会する場面があるが、その濡れ場シーンは問題とはならなかった。これとは対照的に1981年の日本公開の際にはアグネスとヤンの裸体の下肢の陰毛部分および二人の結合はボカシを入れる処理がなされたが、オスカルとマリアとの行為についてはまったく問題とはされず修正やカットを受けることなく映倫の審査を経て公開されている。

#### 児童ポルノとしての認定
公開後まもなく本作品が児童ポルノとしての疑惑を受け検閲の対象とされ、上映やビデオテープの所持が禁止されるようになったのは北米である。
映画版は1980年に最初に部分的に検閲カットされ、その後カナダのオンタリオ州の検閲局は児童ポルノとして作品そのものを上映禁止にしている。
同様の例としては1997年7月25日、米国州地方裁判所のリチャード・フリーマン判事は、本作品の未成年者の性行動の描写を禁じた州法を適用できるとし、本作品をオクラホマ州で上映禁止とする判決を下した。報道によれば判事はこのとき同作品から問題となったシーンのみを見せられての判断を行ったとのことである。
オクラホマ市における全ての作品複製コピーは同様に押収され、ビデオテープを貸し出した場合は起訴をされると警告を受ける事例も起きている。

#### 汚名の返上へ
1997年7月4日、米国自由人権協会のオクラホマ支部のミハエル・カムフィールドはビデオテープが非合法に押収され、自分の権利が侵害されたとして警察に対して訴訟を起こした。
この裁判は、物議を巻き起こす映画のシーンと、検閲官としての裁判官の役割りとの一般的な対立構図として、映画がもつ社会的な重要性についての一連の審問を引き起こすことになり、世間の耳目を集めることとなった。
この後、結果として同作品は汚名を灌ぐことが出来、ほとんどのコピーは数カ月以内に持ち主のもとに返却されている。
2001年までにすべての訴訟はけりがつき、現在では本作品はオクラホマ郡では合法的に視聴することが出来ることになっている。
この経緯は1998年に製作されたドキュメンタリー映画『オクラホマにおける「ブリキの太鼓」の上映禁止 (The Tin Drum: Banned in Oklahoma (1998))』に記録された。同ドキュメンタリーは現在、『2004年クライテリオン・コレクション』DVD作品の『ブリキの太鼓』に収録されている。

#### 中国での扱い
本作品は現在に至るまで中華人民共和国での一般上映が禁じられている。2013年に北京で開催されたドイツ映画祭で上映が予定されたが、当局の許可を得られなかった。そのかわりに北京のドイツ大使館およびドイツ語学校内での内輪の上映は黙認されている。